# Heinz Marquardt
Heinz Marquardt (Braniewo, 29 dicembre 1922 – Hammersbach, 19 dicembre 2003) è stato un aviatore tedesco che prestò servizio nella Luftwaffe durante e dopo la seconda guerra mondiale. Asso dell'aviazione, ottenne un totale di 121 vittorie aeree confermate, tutte eccetto una raggiunte al fronte orientale. Venne decorato con la Croce di Cavaliere della Croce di Ferro.

## Biografia

### Seconda guerra mondiale
Heinz Marquardt nacque il 29 dicembre 1922 a Braunsberg, l'odierna Braniewo, nella Prussia Orientale. Già pilota di alianti prima dell'inizio della seconda guerra mondiale, entrò nella Luftwaffe, l'aeronautica militare tedesca, il 1º aprile 1940. Venne quindi destinato a Neukuhren dove svolse i tre mesi di addestramento di base, quindi passò, il 1º luglio, al Flieger-Ausbildungs-Regiment 31 (31º reggimento addestramento aviatori) di Heiligenbeil. Dopo un periodo trascorso in un'altra scuola a Kamenz, il 15 settembre 1941 venne destinato alla Jagfliegerschule 5 (5ª scuola caccia) basata all'aeroporto di Villacoublay-nord, nella regione francese dell'Île-de-France. Nominato addestratore il 1º febbraio 1942 nella Einsatzstaffel (squadriglia di supporto) della Jagfliegerschule 5, supportò i Jagdgeschwader 2 e 26 (2º e 26º stormo caccia) nella difesa della Francia e del canale della Manica.
Il 1º agosto 1943 venne destinato al Jagdgeschwader 51, situato al fronte orientale. Con esso, ebbe inizio la serie di vittorie di Marquardt, diventato ormai Unteroffizier (sergente). Assegnato inizialmente all'11ª squadriglia dello stormo (11./JG 51) in qualità di gregario dell'Hauptmann (capitano) Adolf Borchers, Marquardt guadagnò la sua prima vittoria aerea il 2 ottobre 1943 abbattendo un aereo da attacco al suolo Il-2 Šturmovik sovietico. Il 29 aprile 1944 raggiunse il dodicesimo successo personale facendo precipitare tre ricognitori Polikarpov R-5, toccando quota ventidue vittorie l'8 giugno seguente abbattendo tre Šturmovik, dopodiché venne trasferito alla 10./JG 51 il 17 giugno, rinominata in agosto 13./JG 51, lo stesso mese in cui l'asso Marquardt aveva raggiunto cinquantacinque vittorie, aumentate a sessanta il 5 settembre. Dopo la concessione della coppa d'onore della Luftwaffe il 26 luglio 1944, i meriti di Marquardt gli vennero riconosciuti anche con la Croce tedesca in oro, con cui venne insignito il 10 settembre 1944. Promosso Oberfeldwebel (maresciallo), ricevette quindi la Croce di Cavaliere della Croce di Ferro il 18 novembre come premio per aver raggiunto le ottantanove vittorie aeree.
Temporaneamente trasferito alla nuova 15./JG 51, tornò alla 13./JG 51 il 1º aprile 1945. In quel mese, a bordo di un Fw 190 D-9, riscosse ventitré vittorie, inclusa la centesima il 14 aprile. Il 1º maggio era alla guida di una scorta di sei Fw 190 D-9 a protezione di dodici Fw 190 F-8 in versione da attacco al suolo diretti all'aeroporto di Schwerin; sopra l'omonimo lago il gruppo di aerei tedeschi venne intercettato da sei Spitfire del No. 41 Squadron RAF e, nel combattimento che ne seguì, Marquardt ottenne la sua 121ª e ultima vittoria, venendo a sua volta colpito. L'episodio fu l'ultimo della guerra in cui il JG 51 perse un aereo. Il gregario di Marquardt, Feldwebel Radlauer, vide l'Fw 190 del suo commilitone schiantarsi a terra senza nessun apparente segno di vita da parte del pilota, per cui Marquardt venne in un primo momento dato per morto. In realtà, benché ferito, Marquardt aveva fatto in tempo a lanciarsi col paracadute, per l'ottava e ultima volta nella sua vita (era infatti stato abbattuto altre sette volte prima di quel momento), e atterrò vicino ad un ospedale di Schwerin dove poté ricevere delle cure immediate. Una settimana dopo, quando finì la guerra in Europa, venne fatto prigioniero dagli statunitensi mentre era ancora convalescente. Portato in un ospedale a Göppingen, venne rilasciato il 23 agosto 1945.
Marquardt ottenne le sue centoventuno vittorie aeree confermate nel corso di trecentoventi missioni di guerra, e tutte, eccetto una, al fronte orientale. Oltre a ciò, egli rivendicò altri sedici successi che, tuttavia, rimangono non confermati. Almeno ventisette degli aerei abbattuti dall'asso di Braunsberg erano Šturmovik.

### Dopoguerra
Nel 1947 lasciò la Germania per la Svizzera, dove divenne un istruttore di volo. Nel 1956 entrò nei ranghi della rinata Luftwaffe con il grado di Leutnant (sottotenente); nei successivi tredici anni ricoprì vari incarichi, tra cui quello di comandante di squadriglia nel Jagdgeschwader 73. Si congedò il 30 settembre 1973 con il grado di Oberstleutnant (tenente colonnello). Dal febbraio 1974 all'ottobre 1983 lavorò per la compagnia aerea tedesca Condor Flugdienst. Dopo un periodo trascorso a Francoforte sul Meno, Marquardt è spirato il 19 dicembre 2003 ad Hammersbach.